# Peromyscus schmidlyi
Peromyscus schmidlyi és una espècie de mamífer rosegador de la família dels cricètids. És endèmic de Mèxic (Durango, Sinaloa i Sonora), on viu a altituds superiors a 2.000 msnm. El seu hàbitat natural són els boscos de pins i roures situats a gran altitud. Està amenaçat per la tala d'arbres.
L'espècie fou anomenada en honor del mastòleg estatunidenc David James Schmidly.